# Glabrotelson soyeri
Glabrotelson soyeri is een eenoogkreeftjessoort uit de familie van de Ectinosomatidae. De wetenschappelijke naam van de soort is voor het eerst geldig gepubliceerd in 1876 door Bodin.